# Demirovac
Demirovac (cyr. Демировац) – wieś w Bośni i Hercegowinie, w Republice Serbskiej, w gminie Kozarska Dubica. W 2013 roku liczyła 359 mieszkańców.